# Melanocorypha maxima
Melanocorypha maxima е вид птица от семейство Чучулигови (Alaudidae).

## Разпространение
Видът е разпространен в Индия и Китай.